# Paphnuce de Borovsk
Paphnuce de Borovsk (russe : Пафнутий Боровский) (1394-1477) est un higoumène et saint russe du XVe siècle. Fête le 1er mai.

## Enfance et formation
Il naît en 1394 dans le village de Koudinov, près de Borovsk et est baptisé sous le nom de Parthénios ; sa famille, son père Martin et sa mère Photine, sont d'origine tatare et ont été convertis. 
Il rentre dans les ordres en 1414 et prend le nom de Paphnuce. Il s'intègre à la communauté du monastère de la Hauteur (Vysotski). Il sera sous les ordres de Nikita de Serpoukhov, disciple de Serge de Radonège.

## Actions
Il vécut 63 ans, et deux témoignages écrits par ses disciples subsistent : La vie de Saint Paphnuce de Borovsk par Bassien Sanine, évêque de Rostov, et La légende de la mort du révérend Paphnuce de Borovsk par le starets Innocent. 
Il est le seul grand higoumène du XVe siècle à refuser de reconnaître Jonas comme métropolite de Moscou, car le collège électoral était trop restreint. Il refuse pour autant d'accepter l'Union avec Rome prévue par le concile de Ferrare-Florence . 
Il est connu pour avoir été le maître spirituel de Joseph de Volokolamsk.
Paphnuce de Borovsk meurt en 1477. Il est canonisé par le Conseil local de l'Église orthodoxe russe, dit premier concile de Makariev en 1547. Sa fête est le 1er mai dans les calendriers orthodoxes, dans le grégorien comme dans le julien.

## Sources
- Pierre Gonneau, Monachisme et pouvoir politique à l'époque de la construction de l'État moscovite (XIVe – XVIe siècles), in : Moines et monastères dans les sociétés de rite grec et latin, éd par Jean-Loup Lemaître, Michel Dmitriev et Pierre Gonneau, École pratique des hautes études, IVe section, sciences historiques et philologiques, V, Hautes études médiévales et modernes, 76, Genève, Droz, 1996, p441-464
- Wikipedia russe